# Celastrus
- Commons
- Wikispecies

Celastrus L. é um género botânico pertencente à família Celastraceae.

## Sinonímia
- Monocelastrus F.T. Wang et T. Tang

## Espécies
- Celastrus angulatus
- Celastrus australis
- Celastrus dispermus
- Celastrus paniculatus
- Celastrus pyracanthus
- Celastrus orbiculatus
- Celastrus scandens
- Lista completa

## Classificação do gênero
| Sistema | Classificação                      | Referência               |
| ------- | ---------------------------------- | ------------------------ |
| Linné   | Classe Pentandria, ordem Monogynia | Species plantarum (1753) |